# Оскариус, Челль
Челль Оска́риус (швед. Kjell Oscarius; род. 1 мая 1943, Стокгольм) — шведский кёрлингист. Чемпион мира 1973 года, трёхкратный чемпион Швеции среди мужчин (1969, 1972, 1973), двукратный чемпион Швеции среди смешанных команд.
Играл на позиции четвёртого, был скипом команды.
В 1973 введён в Зал славы шведского кёрлинга (швед. Stora Curlare).

## Достижения
- Чемпионат мира по кёрлингу среди мужчин: золото (1973).
- Чемпионат Европы по кёрлингу: серебро (1975).
- Чемпионат Швеции по кёрлингу среди мужчин: золото (1969, 1972, 1973).
- Чемпионат Швеции по кёрлингу среди смешанных команд: золото (1968, 1975).

## Команды
| Сезон                          | Четвёртый       | Третий            | Второй                   | Первый           | Турниры            |
| ------------------------------ | --------------- | ----------------- | ------------------------ | ---------------- | ------------------ |
| 1968—69                        | Кристер Вессель | Челль Оскариус    | Клас-Йоран "Боа" Карлман | Бенгт Оскариус   | ЧШМ 1969           |
| 1968—69                        | Челль Оскариус  | Бенгт Оскариус    | Клас-Йоран "Боа" Карлман | Кристер Вессель  | ЧМ 1969 (4 место)  |
| 1971—72                        | Челль Оскариус  | Том Шеффер        | Боа Карлман              | Бенгт Оскариус   | ЧШМ 1972           |
| 1971—72                        | Челль Оскариус  | Том Шеффер        | Бенгт Оскариус           | Боа Карлман      | ЧМ 1972 (8 место)  |
| 1972—73                        | Челль Оскариус  | Бенгт Оскариус    | Том Шеффер               | Боа Карлман      | ЧШМ 1973 · ЧМ 1973 |
| 1975—76                        | Челль Оскариус  | Бенгт Оскариус    | Том Шеффер               | Боа Карлман      | ЧЕ 1975            |
| Кёрлинг среди смешанных команд |                 |                   |                          |                  |                    |
| 1967—68                        | Кристер Вессель | Britta Nerell     | Челль Оскариус           | Britta Oscarius  | ЧШСК 1968          |
| 1974—75                        | Челль Оскариус  | Lilebil Hellström | Клас Роксин              | Ульрика Окерберг | ЧШСК 1975          |

(скипы выделены полужирным шрифтом)

## Частная жизнь
Младший брат Челля Бенгт Оскариус также был кёрлингистом, играл с Челлем в одной команде, также чемпион мира 1973 года.